# Static (DC Comics)
Static (en español, Estático) es un superhéroe ficticio de los cómics estadounidenses de la editorial DC Comics. El personaje, una creación de los fundadores de Milestone Comics, Dwayne McDuffie, Denys Cowan, Michael Davis y Derek Dingle, fue escrito inicialmente por McDuffie y Robert L. Washington III e ilustrado por John Paul Leon. La primera aparición de Static se realizó en Static #1 (junio de 1993) en la era moderna de los cómics. Nacido como Virgil Ovid Hawkins, integra una subespecie ficticia con capacidades sobrehumanas, conocida como metahumanos. Nacido con sus poderes, estos se desarrollan tras un incidente que lo expone a un químico radiactivo experimental. Este evento le otorga control y generación de electricidad.
El personaje fue muy inspirado (y diseñado) para representar un arquetipo de Spider-Man de la era moderna. Cuando cerró Milestone Comics, Static se incorporó al Universo DC y se hizo un miembro de Los Jóvenes Titanes. Una idea errónea es que Hawkins es hijo del compañero superhéroe de DC Comics Black Lightning, que debutó mucho antes y posee habilidades similares. El personaje aborda la coincidencia una vez en una charla de la Liga de la Justicia.
Static hizo muchas apariciones en otros medios, como varias series animadas incluida la propia Static Shock, una versión de la historia adecuada a un público más joven. Static también aparece en películas animadas y videojuegos.

## Historia de la publicación
Un adolescente negro, Static era un personaje clave de Milestone Comics, una imprenta independiente de DC Comics con una mayor representación de héroes minoritarios. Dwayne McDuffie ha declarado que la creación de Static fue un esfuerzo de grupo. Originalmente desarrollado para Marvel Comics, Static se convertiría en un elemento básico principal de la línea Milestone. Gran parte de la inspiración para Static vino de Marvel's Spider-Man. Al crear inicialmente los primeros cinco personajes para Milestone Comics, se decidió que Static se crearía como un héroe adolescente que era una versión contemporánea de Spider-Man. La identidad civil de Static, Virgil Hawkins, debe su nombre a un hombre negro al que se le denegó la entrada a la facultad de derecho de la Universidad de Florida en 1949. Milestone dejó de publicar cómics en 1997, pero Static se salvó de la oscuridad por la serie animada WB Static Shock, que se emitió durante cuatro temporadas y llevó a la miniserie de historietas de 2001 Static Shock: Rebirth of the Cool. El libro en rústica 2009 de esta serie fue nominado para un Premio Glyph Comics a la Mejor Colección de Reimpresión.
McDuffie describió el personaje:

"Al igual que cualquier otro adolescente torpe de 15 años, Virgil Hawkins está preocupado por el dinero de su bolsillo, las palizas y las drogas. Pero recientemente, tiene más en mente: cosas como sus poderes, su identidad secreta y drogas. Porque, cuando inocentes están en peligro, y Virgil puede escaparse de la clase, ¡el joven geek se convierte en Static, el superhéroe atrevido y audaz! "

El personaje fue presentado en uno de los primeros cuatro títulos de cómics publicados por Milestone en 1993, fundado por Derek T. Dingle, Denys Cowan, Dwayne McDuffie y Michael Davis. Sus primeras aventuras fueron escritas por Robert L. Washington III y McDuffie, y escritas por John Paul Leon. Virgil Hawkins tenía quince años cuando se convirtió en Static. En los cómics, la familia de Virgil está compuesta por su padre, Robert, que trabaja en el Hospital de la Isla de París; su madre, Jean; y su hermana, Sharon. Virgil asiste a la escuela secundaria Ernest Hemingway en la ciudad de Dakota con sus amigos: Frieda Goren, Richard "Rick" Stone, Larry Wade, Chuck, Felix y Daisy Watkins. Bajo la apariencia de Static, Virgil finalmente rescata a "Rick Stone" del peligro. Al igual que Spider-Man, el personaje tiene una propensión a las bromas ingeniosas y el humor, especialmente cuando se trata de oponentes. Además, Virgil utiliza su conocimiento de la ciencia y la cultura pop en varias batallas y escenarios como Static.
Un fanático autoproclamado, Virgil es retratado como un ávido fanático de los cómics y los videojuegos, algo que se conservó para su encarnación de DCAU. En los cómics, Virgil visita regularmente la tienda de cómics local, además de crear cómics de fanáticos con sus amigos, y participa en el estilo HeroClix y otros juegos de rol de mesa. Además, ha demostrado ser un ávido videojugador en varios momentos tanto en su serie como en Los Jóvenes Titanes. En la miniserie de 2001, Static Shock: Rebirth of the Cool, se demuestra que, en ese momento, Virgil se dedica a coleccionar tarjetas Pokemon y le gusta Pikachu (el Pokemon insignia de la franquicia y otro usuario de la electricidad).
En una entrevista con el exescritor de Los Jóvenes Titanes, Geoff Johns, expresó su interés en tener a Static como parte del equipo, afirmando: "Realmente quería Static en el equipo, pero hay tanta burocracia allí que cada vez que lo pedí DC dijo 'todavía no', así que nunca llegué a tenerlo" y más tarde me dijo que tenía planes para el personaje desde Teen Titans #1 (volumen 3). Cualquier obstrucción en algún momento se resolvió y Static apareció en los Terror Titans, con su continuidad de Milestone plegada en la continuidad de New Earth.
En el la San Diego Comic-Con de 2008, se anunció que Static se uniría al DCstream general donde se agregaría a los jóvenes titanes. Static hizo su primera aparición canónica de Universo DC en Terror Titans #4, luchando contra Rose Wilson en la ronda final del torneo Dark Side Club.
En junio de 2010, DC Comics anunció que Static recibiría su propia serie en 2011. La serie iba a ser escrita por Felicia Henderson y dibujada por Scott McDaniel, pero fue cancelada antes de que se pudiera lanzar el primer número tras la muerte del creador de Static, Dwayne McDuffie. Sin embargo, un lanzamiento especial titulado Static Shock Special fue lanzado en junio de 2011, escrito por Henderson y dibujado por Denys Cowan. El artista de Batwoman, JH Williams III, proporcionó la portada de un solo golpe. En septiembre de 2011 se lanzó una nueva serie con Static titulada Static Shock como parte del relanzamiento de DC después del evento Flashpoint. El cómic está escrito por John Rozum y dibujado por Scott McDaniel, quien también lo coescribió. Como parte de un esfuerzo para integrar mejor a Static en DCU, el título tiene lugar en la ciudad de Nueva York en lugar de ser en Dakota.

## Biografía del personaje

### Universo Milestone
Rociado con una sustancia química experimental en una guerra de bandas en la que fue atrapado, el estudiante de secundaria Virgil Ovid Hawkins gana una variedad de poderes electromagnéticos y se convierte en un cruzado disfrazado contra el crimen. Al igual que la mayoría de los héroes adolescentes en el molde de Spider-Man, a menudo se siente abrumado por las responsabilidades combinadas de su carrera como superhéroe y problemas típicos de la adolescencia.
Virgil primero ganó sus poderes electromagnéticos en un gran enfrentamiento entre las pandillas de la ciudad, cuando esperaba vengarse de un miembro de la pandilla que lo había intimidado. Las autoridades llegan y liberan gases lacrimógenos con lo que creen que es un marcador radioactivo inofensivo para que ningún miembro de la pandilla pueda escapar al arresto. Los policías no saben que el marcador había sido adicionado con un mutágeno experimental llamado Quantum Juice (Q-Juice). Este evento llegó a conocerse como el llamado "Big Bang". Aquellos que estuvieron expuestos fueron referidos como "Bang Babies" porque el Big Bang fue su nacimiento Metahumano.
Cuando la agencia detrás del experimento intentó capturarlo, él se defiende, descubriendo que ha ganado la capacidad de generar, manipular y controlar el electromagnetismo. Virgil se llama a sí mismo "Static" y, armado con sus ingenios y poderes, se convirtió en un superhéroe. En su mayor parte, Virgil mantiene el secreto de su familia, pero su amiga, Frieda Goren, descubre su identidad cuando intenta protegerla de convertirse en el premio de una pequeña escaramuza entre pandillas.
Virgil tiene amigos como Rick Stone y Larry Wade, también tiene un interés romántico en su otra amiga Frieda Goren, pero ella ya estaba involucrada con Larry Wade. También tiene sentimientos por una chica llamada Daisy Watkins, pero sus 'responsabilidades' como Static interfieren con sus citas muchas veces y Daisy llama a su relación. En Static Shock: Rebirth of the Cool, Virgil está involucrado con una chica llamada Madison, pero Frieda termina peleando con ella por él.
Static ha tenido enfrentamientos con numerosos Bang-Babies y otros adversarios súper potenciados: Hotstreak, Tarmack, Holocausto, Commando X, Puff, Coil, Snakefingers, Rift, The Swarm, Dr. Kilgore, Rubberband Man, Brat-atat-tat, Prometheus, Run, Jump & Burn, Boom Box, Powerfist, LaserJet, etc. Otros Bang-Babies con los que Static se ha encontrado son Virus, D-Struct y Hyacinth.

#### Static Shock: renacimiento de la frescura
En la miniserie Static Shock: Rebirth of the Cool se revela que Virgil abandonó su carrera de superhéroe como Static. Le gusta volver a ser un civil, pero a veces extraña ser un superhéroe, como su amiga y confidente Frieda lo admite a regañadientes.
Al final regresa después de ser persuadido por muchos héroes, incluyendo Blitzen y Hardware, para una batalla final.
Después de la batalla, con un hombre llamado John Tower que se revela como el primer y más grande superhéroe en el Universo Milestone, Virgil decide regresar a su carrera como Static. Pero como informa a Frieda, probablemente no será a tiempo completo como lo fue antes.

#### Otros héroes
Más tarde en la historieta, Static es ayudado por aliados: el Shadow Cabinet, el Blood Syndicate, y el oficial del DCPD Captain Summers, que tiene un gran interés en los casos policiales que involucran a Bang-Babies. Static se une a Page, el compañero de Kobalt, para detener a un Bang-Baby enloquecido que se había convertido a medias. Static se toma un momento para regañar a Page, quien, en su opinión, parece más preocupado por poner excusas sobre su encuentro inicial que lo que era más importante, detener el peligro.
Static termina uniéndose al grupo no oficial llamado Heroes. Múltiples superhéroes se unen para proteger la ciudad de Iberia de una ruptura de la presa. Muchos ciudadanos inocentes perecen, pero los héroes aún son reconocidos por sus esfuerzos para salvar a los sobrevivientes y hacer lo que puedan. Static aparece en el grupo, y dice "Comenzaste los X-Men sin mí", y habla para llegar al equipo. Minutos después, el Shadow Cabinet, ahora corrupto, envía un escuadrón de la muerte después de algunos de sus recién descubiertos amigos.

### Universo DC
Tras la muerte de Darkseid (como se describe en Crisis final), el continuo espacio-tiempo se dividió, amenazando la existencia tanto del universo Dakotaverso como de la corriente dominante de DC. El ser conocido como Dharma fue capaz de usar energías que aprovechó de Rift (tras la derrota de ese ser en Worlds Collide) para fusionar los dos universos, creando una continuidad completamente nueva. Solo Dharma, Ícono y Superman son conscientes de que Dakota y sus habitantes alguna vez existieron en un universo paralelo.

#### Dark Side Club
En la preparación de la Crisis final, el tirano cósmico Darkseid contrata a los Titanes del Terror para capturar Static, junto con varios de los otros Bang Babies en Dakota para utilizarlos en los enfrentamientos a muerte de metahumanos en el Dark Side Club. Durante su permanencia en cautiverio, Virgil está sujeto a la Ecuación Anti-Vida y entró en los torneos, donde presumiblemente mata a varios combatientes. Rápidamente se convierte en el campeón, y reina invicto durante un tiempo, aunque al final, resulta difícil de controlar. Para descontar al Rey Reloj, tiene que estar restringido a los niveles inferiores, donde lo mantienen encerrado y fuertemente sedado. En un intento de tentar a Rose Wilson y obtener ganancias, Rey Reloj lanza Static y lo enfrenta a Rose en el ring. En el ring, los dos tienen una lucha intensa donde los ataques rápidos de Static pueden lesionar a Rose, incluso a pesar de su precognición. Después de una pelea prolongada, Static sale vencedor, pero brevemente se libera de control antes de ser sedado una vez más. Static finalmente es liberado por Rose (aunque fuera del panel) y toma su venganza contra sus antiguos captores, electrocutando a Lashina y sus cohortes mientras intentan escapar. También se enfrenta brevemente con Dreadbolt, quien posee electricidad, derrotando y atando a él en metal junto con los otros Titanes del Terror. En su última aparición, se ha visto unirse a Miss Martian y Aquagirl, planeando su próximo movimiento.

#### Uniéndose a los Jóvenes Titanes
Después de que la Crisis ha terminado, Static y los demás supervivientes del Dark Side Club llegan a la Torre de los Titanes para descansar. Wonder Girl, la actual líder del equipo, ofrece todos los puntos a los jóvenes héroes de la lista del equipo, pero la mayoría de ellos, incluidos Terra y Zachary Zatara, declinan. Mientras explora la Torre, Virgil inicia una química con Aquagirl (Lorena Márquez), una superheroína adolescente que fue brevemente un miembro del equipo durante 52. Durante una conversación con Virgil, afirma que disfrutó de su tiempo con el equipo, y desea volver a unirse, una declaración que influye en su decisión de hacer lo mismo. También insulta juguetonamente a Kid Devil y Jaime Reyes después de que intentan hablar con él, burlándose de Kid Devil por su reciente pérdida de sus habilidades. Afirma que fue secuestrado por los titanes del terror meses antes y se da cuenta de que su familia debe creer que está muerto. Creyendo que no tiene dónde ir por el momento, Static decide convertirse en un Titán y vivir en la Torre hasta que pueda hacer su vida.
Más tarde, cuando el enloquecido ex-Titán Jericho (disfrazado de Cyborg) toma el control de la Torre y sus sistemas en un intento de matar al equipo, Static lo frustra liberando una carga de alta energía sobrecargando toda la Torre, así como la del cuerpo de Cyborg cuerpo, salvando al resto del equipo en el proceso.
Durante un viaje a los muelles para relajarse, los Titanes se enfrentan con el equipo de supervillano conocido como los Fearsome Five, después de que secuestran a Wonder Girl y la mantienen como rehén en la isla de Alcatraz. En la batalla subsiguiente, Static derrota al villano conocido como Rumble engañándolo para que se mueva a un charco de agua, amplificando así los efectos de sus ataques eléctricos. A raíz de la batalla, Virgil asiste al funeral de Kid Devil después de que lo maten salvando la ciudad de una explosión nuclear.
Cuando el ex Titán Raven aparece en la Torre de los titanes herida e inconsciente, Static ayuda al miembro de la Sociedad de la Justicia de América, el Doctor Medianoche, a tratarla, utilizando sus habilidades para sedar a Raven cuando un demonio sale de su cuerpo.

#### Brave and the Bold
Recientemente se reveló que antes de su secuestro, Static se asoció con Black Lightning, miembro de la Liga de la Justicia, para detener al exmiembro del Blood Syndicate Holocausto, que había tratado de matar al superhéroe mientras actuaba como orador principal en la graduación de la escuela secundaria de Ernest Hemingway.

#### Regreso a Dakota
Virgil finalmente decide volver a ver a su familia después de enterarse de que un virus mortal ha infectado a ciudadanos de Dakota, incluida Sharon. Luego de regresar a su hogar, Virgil se reúne con su familia y con Frieda, y descubre que su novia Madison lo dejó durante su ausencia. Él descubre que quien creó el virus también está vendiendo suministros limitados de la vacuna y ataca el laboratorio donde se está fabricando. Al entrar en las instalaciones, Static se sorprende y es golpeado por el Holocausto.
Después de negarse a ayudar al Holocausto en sus actividades, Static está preso en una unidad de contención especializada junto a Aquagirl, Wonder Girl y Bombshell. Holocausto informa a los héroes que planea matarlos y utilizar sus habilidades para venderlos, pero es emboscado por el resto de los Titanes antes de que esto pueda suceder. Holocausto los derrota fácilmente, solo para ser confrontado por Cyborg, quien ha reclutado a los ex Titanes Kid Flash y Superboy.
Los tres son capaces de detener Holocausto el tiempo suficiente para que Virgil y los demás escapen, y en última instancia, el poder combinado de los diez Titanes Jóvenes es suficiente para vencer al villano de una vez por todas. Después de esto, Virgil se reconcilia con Frieda y le dice que ha engañado a su familia para que crea que ha tomado parte en una larga beca de física cuántica, lo que le da una excusa para vivir en San Francisco con el resto de los Titanes. También hace un último intento para recuperar a Madison, pero ella lo rechaza silenciosamente. Después de esto, Virgil y los otros Titanes deciden volver a casa, ahora con Superboy y Kid Flash como miembros nuevamente.
Después de una misión a otra dimensión para rescatar a Raven, Virgil regresa a casa para descubrir que ya no tiene sus poderes. Furioso y asustado por su situación, así como por su incapacidad para ayudar a Miss Martian a despertar de su coma, Virgil intenta abandonar la Torre y regresar a Dakota. Cyborg lo detiene, quien le dice a Virgil que no podrá ayudar a nadie en su casa sin sus habilidades, y le dice que ha hecho arreglos para que Virgil sea llevado a Laboratorios Cadmus para encontrar la manera de recuperar sus poderes. Superboy le ofrece viajar a Cadmus para apoyar a su amigo, pero Virgil le dice que los Titanes lo necesitan ahora. Después de un desayuno de despedida, Static se va a Cadmus, con Wonder Girl asegurándole que siempre tendrá un lugar en el equipo.
Durante los eventos de Flashpoint, Barry Allen accidentalmente altera la historia después de una batalla con el Profesor Zum. En la realidad recién creada, Static vuelve a vestirse con sus poderes restaurados.

### Los nuevos 52
Tras los acontecimientos del cambio de la realidad de la historia de Flashpoint de 2011, Virgil y su familia dejan Dakota por Nueva York después de un incidente trágico no especificado que, entre otras cosas, dejó a su hermana Sharon como dos entidades separadas e idénticas. El vigilante Hardware le da a Virgil un nuevo disfraz y un disco volador modificado, lo que permite que los dos permanezcan en contacto a pesar de vivir en diferentes ciudades. Hardware también le da una pasantía en Laboratorios S.T.A.R. como un trabajo después de la escuela. Durante su primera gran batalla, Static vence al villano Sunspot y se gana la atención de un sindicato criminal conocido como Slate Gang.
Static Shock se canceló a partir del número 8 como parte de la "Segunda ola" de DC de Los Nuevos 52 títulos y fue reemplazado por un título alternativo.
En Teen Titans, se revela que Virgil diseñó el aparato de capa y ala del disfraz de Red Robin mientras estaba en S.T.A.R.
Más tarde, mientras se recuperaba en Laboratorios S.T.A.R. de una batalla anterior, los Titanes buscan la ayuda de Virgil para curar a Kid Flash, cuyas células que Virgil descubre se están deteriorando rápidamente como resultado de una alteración de sus poderes. Virgil proporciona a Kid Flash con un nuevo disfraz (basado en un boceto personal para una variante del disfraz de Flash) que contiene materiales que realinean sus moléculas mientras estabilizan sus poderes, lo que salva Kid Flash en el proceso.
Se dice que Static estará en algunos de los cómics de Teen Titans New 52, ya que un "miembro" simplemente no es un elemento permanente.

## Poderes y habilidades
Los poderes de Static le permiten controlar los fenómenos electromagnéticos, en particular, lo que le permite manifestar energía tanto eléctrica como magnética. Los poderes de Static se describen mejor como el electromagnetismo superconductor.
Los poderes de Static se centran en el electromagnetismo, haciéndolo parte del campo electromagnético de la Tierra y capaz de generar y almacenar su propia energía electromagnética. Puede elegir mantener la energía electromagnética que actualmente tiene en su cuerpo controlando la corriente y el voltaje para cuando quiera usarlo. El cuerpo de Static puede generar energía electromagnética sin procesar, que puede controlar a voluntad para varios propósitos.
Tales usos incluyen comúnmente objetos magnetizadores, oponentes electrocutados, objetos levitantes (como tapas de alcantarillas o su platillo metálico autoconstruido para usar en vuelo) y personas, que restringen o adhieren personas/objetos a diversas superficies en forma de "adherencia estática", generando "golpes y patadas Taser" con efectos similares a una pistola paralizante y, a veces, suficiente poder para enviar oponentes volando durante el combate cuerpo a cuerpo, varias pantallas electromagnéticas o redes electromagnéticas o jaulas, destellos cegadores, generando rayos de bola lanzada, produciendo pulsos electromagnéticos y generando campos de fuerza electromagnéticos para protegerse de los ataques, incluso parando las balas en el aire. En la serie de cómics, Static ha demostrado la capacidad de manipular partículas subatómicas, en particular electrones. En al menos un caso, ha usado esta habilidad como un ataque ofensivo para noquear fácilmente a un villano con los propios electrones del villano.
Además de liberar picos de energía electromagnética, Static también puede drenar fuentes de electricidad, como líneas eléctricas, baterías y cajas de fusibles para recargar/reponer su propio suministro de energía. También ha demostrado la capacidad de regenerar sus poderes después de ser completamente drenado por villanos que agotan la energía. Siempre que Static haya usado sus poderes en un alto grado, o experimente cualquier otra fuga de energía tan grande, también experimentará una sensación repentina y aguda de fatiga, ya que sus poderes electromagnéticos están ligados a sus propios niveles de energía bioeléctrica. En el episodio "Aftershock", en la primera temporada de la serie animada, un análisis de su sangre muestra que los niveles de electrolitos/sales de sangre en Static son más altos de lo normal, destacando que Static necesita niveles de sal en sangre más altos para respaldar el uso de sus poderes, pero los niveles más altos de sodio parecen no tener ningún efecto sobre su salud.
Static también puede detectar y sentir fuentes de energía electromagnética, capaz de determinar si un área aparentemente abandonada está realmente caliente o no. Static puede usar sus poderes para escuchar ondas de radio y tocar líneas telefónicas, incluso escuchar en la banda ancha de la policía y estaciones de música, así como hacer llamadas, y también puede usar sus poderes para imitar los usos de dispositivos electrónicos como un Reproductor de CD (en "Aftershock", también se llamó a sí mismo un "reproductor de CD humano", que incluso tiene sonido envolvente), puede utilizar sus poderes para usar una cubierta de basura ordinaria simultáneamente como un micrófono de escopeta y un altavoz. Es notable que Static tiene más de una ventaja distintiva en las ciudades que en cualquier otro lugar, como se muestra en los eventos de "Aftershock", ya que incluso en un parque, rodeado de árboles, Static podría hacer uso de los conductos de metal bajo tierra con sus poderes magnéticos.
Tanto en la serie animada como en el cómic, se le muestra utilizando sus poderes para imitar el de un soplete que le permite cortar y empuñar el metal.
En la serie animada, los poderes de Static le otorgan resistencia o inmunidad a las formas de control mental, ya que el cerebro humano es un órgano electromagnético. En "El ataque de las marionetas vivientes cerebrales", Static es inmune a la capacidad de Madelyn Spaulding para escuchar los pensamientos de los demás y ejercer control sobre sus acciones (como especuló Richie). El mayor campo bioeléctrico de Static lo protege a él y sus ondas cerebrales de cualquier intento de leyendo su mente y ejerciendo control sobre él, como también se ve en la segunda parte de "A League of Their Own", cuando uno de los dispositivos de control mental de Brainiac se apaga poco después de ser colocado en Static. Este rasgo también se ha adaptado a los mitos del cómic; en Terror Titans, Static tiene resistencia a la Ecuación Anti-Vida de Darkseid, regresando a sus sentidos.
Tras los eventos de "Flashpoint", a Static se le asigna un nuevo disco volador que ahora contiene una interfaz holográfica y es capaz de colapsar en piezas separadas o reconfigurar en varias formas para diversos usos y aplicaciones. Además de permitir que Static permanezca en contacto con el hardware, el disco también muestra gráficos y otra información relevante para la misión en cuestión. Virgil también ha comenzado a usar un bastón colapsable junto con sus poderes para usar en combates a corta distancia.
Se ha demostrado que el cuerpo de Static se cura automáticamente, incluso de lo que de otro modo serían heridas letales, al extraer grandes cantidades de energía de una fuente de energía cercana.
Tim Drake ha dicho que la comprensión de Virgil de la estructura molecular compite con la de Flash.
Virgil Hawkins es un estudiante muy talentoso con un interés particular en las ciencias. Él es un inventor talentoso y un estratega natural. Virgil también posee un conocimiento casi fanático de cómics, juegos de rol, cultura popular y ciencia ficción.

### Debilidades
Las principales debilidades de Static son los aislantes, ya que sus poderes tienen poco o ningún efecto sobre ellos; como se muestra en su batalla con Rubberband Man. La madera parece ser la que tiene más dificultades, ya que no puede ser manipulada electromagnéticamente, levitar o dañar.
En la serie animada, tiene una vulnerabilidad al agua que (como el agua es un conductor de electricidad), si lo toman y lo empapan por sorpresa, corta sus poderes hasta que pueda secarse y reponerlos. Sin embargo, puede volar bajo la lluvia sin cortocircuitos. Curiosamente, esta debilidad solo se aplica en la serie animada, ya que Static nunca ha mostrado una debilidad al agua en los cómics e incluso la ha utilizado en su beneficio.

## Otras versiones

### Milestone Forever
Static aparece como un personaje principal en la serie limitada de 2010 Milestone Forever, un proyecto diseñado para detallar el destino final de los personajes de lanzamiento Milestone antes de ser asimilado en la continuidad de DC. En el cuento de Static, el lector primero se entera de que Virgil asiste a su reunión de la escuela secundaria de diez años, y ha renunciado a su vida de lucha contra el crimen y ahora está siguiendo una carrera en medicina. Rick (ahora por su apodo televisivo de "Richie") también está trabajando como director en Los Ángeles, y está abierto sobre su homosexualidad. Sin previo aviso, Hotstreak (recientemente liberado de prisión y ahora se llama a sí mismo Firewheel), ataca la reunión, alegando que ahora se da cuenta de que Static debe haber sido uno de sus viejos compañeros de clase. Virgil retoma brevemente el manto de Static para una última pelea con su antiguo enemigo, y finalmente lo derrota. Durante este tiempo, también se revela que Sharon ahora está casada y embarazada, y que Robert ha muerto. Se supone que Rocket asumió el control como el nuevo Ícono.
La historia se salta otros diez años para mostrar que Virgil ahora está casado con Frieda y tiene dos hijos, Larry y Sadie (ambos han heredado sus habilidades eléctricas), y ahora trabaja como médico. La historia termina con la pareja reflexionando sobre su vida, y Virgil le pregunta juguetonamente a Frieda si ella quiere que él regrese a su papel de Estático. Ella simplemente sonríe y le dice "absolutamente no", y los dos se besan apasionadamente.

## Personajes secundarios
Static tiene una serie de personajes de apoyo de sus mejores amigos Rick Stone, Larry Wade y Frieda Goren, aunque alguna vez aman a Daisy Watkins, y así sucesivamente.

## Enemigos
Static se ha ocupado de una serie de delincuentes a lo largo de su carrera como héroe. Si bien la mayoría son metahumanos/bang-babies como él, él ha tenido algunos que son meramente humanos con una riqueza y recursos considerables o tecnología y armamento altamente avanzados.

## En otros medios

### Televisión

#### Acción en vivo
- En la serie The Fresh Prince of Bel-Air, hay una copia enmarcada de Static #1 en la pared de Will y Carlton en la casa de la piscina.[34]

#### Animado
- El personaje Static se convirtió en el líder de su propia serie animada Static Shock de 2001 con algunos cambios en el material, generalmente para que el personaje sea más adecuado para un público más joven y amplio, pero aún con un enfoque en la relevancia contemporánea. En las dos primeras temporadas de la serie, el atuendo de Static era un abrigo azul con forro interior amarillo y rayas en las mangas de su abrigo, una camisa blanca con su distintivo símbolo de rayo negro, pantalones negros con una máscara blanca y gafas amarillas. En la temporada tres, su vestuario es en su mayoría negro y azul con reflejos dorados/amarillos, y las gafas amarillas se reemplazan con tonos azul oscuro; este guardarropa aparece más tarde en su aspecto de cómic Teen Titans. Su yo futuro usa un esquema similar, pero un poco más oscuro en cuanto al tono. En la serie animada, Virgil Hawkins (voz de Phil LaMarr) es un estudiante de honores de catorce años en Dakota Union High School que gana sus poderes mediante una explosión de gas mutagénico, llamada "el Big Bang" por los medios de comunicación, que concede numerosos residentes de las superpotencias de Dakota; los afectados también reciben el nombre de "Bang Babies". Virgil vive con su padre viudo Robert Hawkins, trabajador social y director del Freeman Community Center, y su hermana Sharon Hawkins, estudiante universitaria y voluntaria del hospital. Su madre, Jean Hawkins, murió unos años antes, víctima de una bala perdida mientras trabajaba como paramédica durante un disturbio; su muerte hace que Virgil desarrolle un miedo / odio intenso a las armas. En "Estático en África", se revela (o al menos se insinúa) que Virgil y su familia son todos de ascendencia ghanesa (aunque no se mencionan parientes). Static idolatra a otros superhéroes negros positivos en su mundo, como Soul Power, Anansi the Spider (que se hace amigo de Virgil y lo llama "su héroe" también), y particularmente el Linterna Verde John Stewart. En el transcurso de la serie, Static se une a muchos héroes de DC, incluidos Batman y Robin, el futuro sucesor de Batman, Terry McGinnis, la Liga de la Justicia e incluso el propio Superman. El episodio "Future Shock" revela que en el momento de Batman del futuro, Static es considerado uno de los héroes más grandes del mundo; él también tiene un hijo que se insinúa ser un héroe también.

- El adulto Static aparece en como parte de un Crossover del DCUA en la serie Liga de la Justicia Ilimitada en el comienzo del episodio de dos partes "El pasado y el Futuro Parte 1: Extrañas leyendas del Oeste" y continuando en "El pasado y el Futuro Parte 2: Tiempo Alterado", con la voz nuevamente de Phil LaMarr. Él todavía es un miembro activo a la edad de 65 años. Static parece haber envejecido poco en los cuarenta años entre Static Shock y Batman del futuro. Aunque Batman afirma que Static en su tiempo es al menos cincuenta, parece estar en perfecto estado de salud cuando finalmente se le muestra. En los diez años transcurridos entre Batman del futuro y su aparición en Liga de la Justicia Ilimitada, el único cambio parece ser que su cabello finalmente se puso gris. Static explica que esto se debió a la ciencia médica avanzada en el futuro. Durante una batalla contra los Jokerz, Static accidentalmente cayó en un portal de tiempo aleatorio, que se deshace cuando se repara el tiempo. Cuando todo vuelva a la normalidad después de que se haya solucionado el problema del tiempo, Static todavía está vivo en el futuro. También se muestra que su disco volador ahora se despliega en mitades desde debajo de sus botas.

- Virgil aparece en Young Justice: Invasion, con la voz de Bryton James. Primero aparece en el episodio "Beneath" como uno de los adolescentes secuestrados por el Alcance. Él tiene su primer papel de habla en la serie sobre el episodio "Cornered", donde Virgil le cuenta a Canario Negro sobre los experimentos por los que le ha llevado al Alcance. Sin saberlo, muestra sus poderes eléctricos manifestados cuando un manojo de sujetapapeles termina unido por sus habilidades electrostáticas. En el episodio "Runaways", él y sus compañeros secuestrados (basados en los diversos héroes étnicos de los Súper amigos, con Static ocupando el lugar de Volcán Negro) escapan de Laboratorios Star cuando se cansan de las constantes pruebas. Él y los otros fugitivos son detenidos por Blue Beetle y lo ayudan a luchar contra el Volcán Rojo, salvando a los científicos y al personal. Cuando Blue Beetle ignora el daño potencial que está causando durante la batalla e intenta llevarlos a la fuerza con él, Virgil y los demás escapan. Luego, el grupo se encuentra con Lex Luthor quien los recluta. En el episodio "The Hunt", Virgil y sus amigos destruyen todo lo que está a la vista en relación con el alcance hasta que Luthor los convence de rescatar a los miembros del equipo de Warworld (que ahora está bajo el control del alcance), usando un Father Box para llegar allí y rastrear a Superboy. Una vez a bordo, son atacados por los ejecutores del Alcance y el Black Beetle, que les causa problemas hasta que Arsenal interviene y libera a Mongul, desencadenando una pelea entre él y Black Beetle. Después de que el equipo es rescatado, Nightwing ofrece un lugar en el equipo para los fugitivos, pero se niegan cuando él patea al Arsenal fuera del equipo a pesar de que salvó sus vidas y se van. Arsenal luego le dice al grupo que Luthor los estaba usando y los secuestrados rompen vínculos con Luthor y se van con Arsenal. En "Endgame", Virgil y Black Lightning derriban el disruptor de campo magnético en Dakota City. Impresionado, Black Lightning le dice que si alguna vez necesita un mentor, debería informárselo. Después de la batalla, Wonder Girl y Robin le dan la bienvenida a Virgil, ahora con el nombre "Static", al equipo. No usa su disfraz en este espectáculo, sin embargo su ropa de calle se parece a la de su disfraz de Teen Titans, pero en el episodio "Endgame" se le muestra brevemente en la Torre de vigilancia con su logotipo en forma de rayo circular en su camiseta. En esta versión, cuando Static vuela en un disco, su electricidad se muestra dirigida hacia el suelo, presumiblemente causada por el efecto de conexión a tierra.

- En octubre de 2014, se anunció que Warner Bros. lanzaría un programa Static Shock de acción real de Reginald Hudlin como parte de la nueva división digital de contenido Blue Ribbon de la compañía, y están considerando a Jaden Smith para el papel de Virgil Hawkins/Static.[35][36][37] El 24 de mayo de 2015, el actor Tyler James Williams anunció en una entrevista que Jaden Smith fue elegido como Static, pero esto aún no ha sido confirmado por Blue Ribbon Content o por Warner Bros.[38] Hudlin, jefe creativo de DC Comics, Geoff Johns, y Denys Cowan están colaborando en el proyecto de acción en vivo.[39]

### Película
- Virgil tiene un cameo que no habla en la película Justice League: War. Se lo puede ver sentado detrás de Billy Batson durante el juego de fútbol de Victor Stone. Su apariencia es similar a la de su contraparte de Young Justice. Esta es la primera aparición del personaje en una película de DC.
- El 30 de agosto de 2017, cuando se le preguntó en su cuenta de Twitter si el personaje podría tener una película en el universo animado de DC como parte de las películas originales animadas de Universo DC, el productor James Tucker respondió que hay interés en Static en el estudio, pero que todavía tiene que haber planes para hacer uno.[40]
- El 22 de agosto de 2020, en el evento DC FanDome, se anunció que una película del personaje dirigida por Reginald Hudlin empezaría la producción.

### Videojuegos
- Static aparece en DC Universe Online. Se lo ve como parte del DLC Lightning Strikes, que lucha junto con otros Titanes.[41][42] Static es una recompensa para aquellos en la campaña del villano y se ve en el oeste del Templo del Crimen. Él usa su disfraz de Teen Titans de color oscuro en este juego.

- Static es un personaje jugable descargable en la versión móvil de Injustice: Gods Among Us.

- Static estaba configurado para aparecer como un personaje jugable en Injustice 2 e incluso tenía su diseño terminado para el juego, pero fue cortado del juego por razones desconocidas.[43]